# Diecéze Badiæ
Diecéze Badiæ je titulární diecéze římskokatolická církev.

## Historie
Badiæ, identifikovatelný Badès v dnešním Alžírsku, bylo starobylé biskupské sídlo nacházející se v římské provincii Numidie. 
První známý biskup diecéze je Dativ, který se roku 256 zúčastnil koncilu v Kartágu, kde se řešila otázka Lapsi, podle tradice byl roku 257 odsouzen na nucené práce. Podle některých autorů by to mohl být Dativus uvedený v Římském martyrologium. 
Roku 411 na konferenci v Kartágu, se sešli katoličtí biskupové a donatisté Afriky, zúčastnil se také Pankrác. Dalším biskupem by mohl být Potentius episcopus plebis Bladiensis který se spíše přiřazuje k diecézi Bladia.
Podle seznamů biskupů z roku 484, kdy vandalský král Hunerich svolal všechny biskupy v Kartágu, se jako další biskupové uvádějí Rufinián a Proficius episcopi Vadensis. Jeden z těchto biskupů určitě ale patřil do diecéze Vada.
Dnes je využívána jako titulární biskupské sídlo; současným titulárním biskupem je David Arias Pérez, emeritní pomocný biskup Newarku.

## Seznam biskupů
- Dativ (před rokem 256 - po roce 257)
  - Pankrác (zmíněn roku 411)
- Rufinián a Proficius (zmíněni roku 484)

## Seznam titulárních biskupů
- 1941 - 1951 Joseph Grueter, C.M.M.
- 1952 - 1956 Rubén Isaza Restrepo
- 1956 - 1967 Harry Anselm Clinch
- 1968 - 1970 Alfredo Viola
- 1971 - 1973 Simeon Anthony Pereira
- 1983 - 2019 David Arias Pérez, O.A.R.
- od 2019 Ricardo Aldo Barreto Cairo